# Жанлис (кантон)
Жанли́с (фр. Genlis) — кантон во Франции, находится в регионе Бургундия. Департамент кантона — Кот-д’Ор. Входит в состав округа Дижон. Население кантона на 2006 год составляло 22 663 человека.
Код INSEE кантона — 2114. Всего в кантон Жанлис входят 27 коммун, из них главной коммуной является Жанлис.

## Коммуны кантона
- Эзре — население 1306 чел.
- Бер-ле-Фор — население 283 чел.
- Бессе-ле-Сито — население 637 чел.
- Бретеньер — население 746 чел.
- Сессе-сюр-Тий — население 528 чел.
- Шамбер — население 249 чел.
- Коллонж-ле-Премьер — население 793 чел.
- Эшиже — население 272 чел.
- Фоверне — население 701 чел.
- Жанлис — население 5434 чел.
- Изёр — население 749 чел.
- Изье — население 668 чел.
- Лабержман-Фуанье — население 425 чел.
- Лоншан — население 1166 чел.
- Лонжо — население 606 чел.
- Лонжкур-ан-Плен — население 1254 чел.
- Маньи-сюр-Тий — население 783 чел.
- Марльен — население 442 чел.
- Плюво — население 528 чел.
- Плюве — население 397 чел.
- Премьер — население 92 чел.
- Рувр-ан-Плен — население 989 чел.
- Тар-л’Аббеи — население 234 чел.
- Тар-ле-Ба — население 218 чел.
- Тар-ле-О — население 1375 чел.
- Торе-ан-Плен — население 960 чел.
- Варанж — население 828 чел.